# Eriborus canus
Eriborus canus là một loài tò vò trong họ Ichneumonidae.